# Раунд-Лоуф
Ра́унд-Ло́уф (англ. Round Loaf, букв. «Круглий буханець») — круглий курган епохи неоліту чи бронзової доби. Розташований на Східних Пекінських болотах у графстві Ланкашир, Велика Британія. Датується приблизно 3500 р. до н. е. Розкопки до нинішнього часу не проводилися. У той же час на кургані видно сліди проникнення вандалів, у результаті чого могли бути знищені важливі артефакти.